# Il grido (film 1963)
Il grido (Křik) è un film del 1963, diretto da Jaromil Jireš. Il film è stato presentato al Festival di Cannes 1964 e, in retrospettiva, al Festival Internazionale del Cinema di La Rochelle.

## Trama
Ivana e suo marito Slávek si risvegliano nel loro appartamento. Ivana si reca in ospedale, dove deve dare alla luce un bambino, e Slávek inizia la propria giornata di tecnico radio-televisivo attraverso Praga.
Slávek, nei suoi giri, presta servizio presso vari clienti, da una scuola elementare ad un critico cinematografico, ed è sempre alla ricerca, generalmente sfortunata, di una cabina telefonica per mettersi in contatto con la moglie. Egli incontra svariate persone nella folla della capitale cecoslovacca: dai turisti che si affollano attorno all'antico orologio del centro, ad una donna che tenta di sedurlo, all'amico che gli regala un lettino per bambini. I presagi di una futura guerra mondiale, nelle testimonianze di varie persone, si addensano.
Ivana viene ammessa in clinica, ed infine portata in sala parto.
Affiorano ricordi della precedente vita in comune della coppia: come si sono conosciuti, le feste ed esperienze vissute assieme, ed il ruolo giocato dalla ex-fidanzata di Slávek, Alena.
La loro figlia viene alla luce. Slávek riesce finalmente a comunicare con l'ospedale, e vi ci si reca. La neonata (attraverso la voce di un narratore) si chiede: "Sono nata nel momento giusto? Sono forse in guerra con qualcuno?"
Il film – uscito il 14 febbraio 1964 - è spesso descritto come il primo esempio della Nová vlna cecoslovacca, un movimento che si caratterizza, fra l'altro, per il suo humour, la partecipazione di attori non professionisti ed il suo particolare realismo.
Gli eventi esposti nel film sono volutamente ambivalenti, lasciando allo spettatore la facoltà di ascriverli ad una realtà oggettiva o al punto di vista di uno dei personaggi.

## Accoglienza
Nei contributi critici contemporanei all'uscita del film si leggono le seguenti osservazioni:
Nel Lexikon des internationalen Films si leggeva: "Una coppia di giovani praghesi, nel giorno in cui deve nascere loro un figlio, viene ritratta con sensibilità da un ventottenne regista ceco. La riflessione sul presente, poetica ma al tempo stesso critica, viene alternata alle comuni esperienze precedenti, di carattere personale o comunitario. Un film ricco dal punto di vista psicologico e sociologico".
L'Evangelische Filmbeobachter lodava il film considerandolo "un inno all'amore" esente da ogni sovrastruttura ideologica.
Nelle parole del regista stesso, come ricordate da Michèle Levieux, "si trattava inizialmente di tre racconti diversi, alla cui base rimaneva comunque l'angoscia di fondo sulla terza guerra mondiale. La questione fondamentale era quella di sapere se fosse stato sensato mettere al mondo un figlio in un tale stato di cose.
Nel Dictionnaire du cinéma diretto da Jean-Loup Passek, si nota: "Il grido testimonia un modo di vedere non conformista a proposito della società contemporanea: traduce in maniera ardita e convincente il ribollire dei ricordi, delle preoccupazioni e delle angosce di una giovane coppia nel giorno della nascita del loro primo figlio". 

## Riconoscimenti
Il film ha conseguito il "Tanit d'argento" alla prima edizione delle Giornate cinematografiche di Cartagine (1966) 